# Edith Collier
Edith Marion Collier (n. 28 martie 1885, Whanganui, Manawatū-Whanganui Region⁠(d), Noua Zeelandă – d. 12 decembrie 1964, Whanganui, Manawatū-Whanganui Region⁠(d), Noua Zeelandă) a fost o pictoriță din perioada timpurie a epocii moderne din Noua Zeelandă. Era de origine din Wanganui.
Munca ei este în mare parte necunoscută atât în Noua Zeelandă cât și în străinătate. Contribuția lui Edith Collier la arta din Noua Zeelandă ca pictoriță inovatoare, modernistă și expatriată a plasat-o într-unul dintre cele mai distinse grupuri, dar realizările ei au fost eclipsate chiar de persoanele din jurul ei - precum Frances Hodgkins și Margaret Preston.

## Biografie

### Educație artistică la Londra

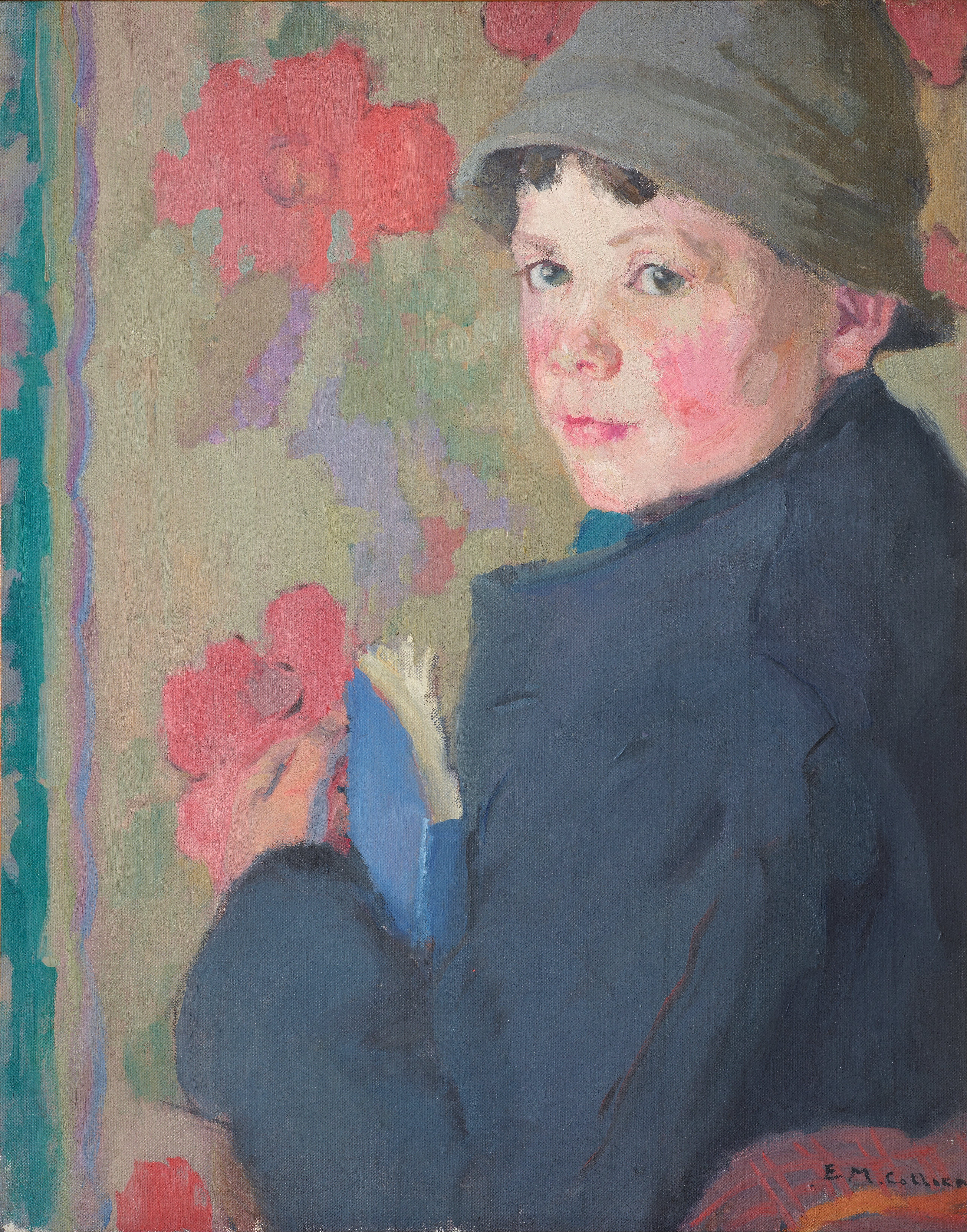
Micul școlar din Bonmahon, circa 1915, pictură în ulei, 496 x 395 mm, lucrare aflată la Muzeul Te Papa

După o educație de artă minuțioasă, deși conservatoare, la Școala Tehnică din Wanganui, Edith Collier a părăsit Noua Zeelandă în 1913 pentru (fosta) Școala de Artă numită Saint John's Wood din Londra. Atunci împlinise vârsta de 27 de ani.
Rapid deziluzionată și simțindu-se marginalizată ca pictoriță expatriată, a devenit mai influențată de alți expatriați din Londra și s-a bucurat de un succes mai mare expunând alături de Societatea Femeilor Artiste și Clubul Internațional de Artă a Femeilor - locații din afara unității de artă - devenind un important pictor modernist.

### Întoarcerea în Noua Zeelandă
Collier s-a întors în Noua Zeelandă în 1922, ca artist care a căpătat experiență, cu idei inovatoare, dar ca o femeie nemăritată din provincia Wanganui, a avut parte de un tratament dur, inclusiv ceea ce Drayton descrie ca fiind o evaluare critică răutăcioasă și un răspuns negativ din partea propriei comunități.
Într-un tragic și cunoscut incident, tatăl ei a ars multe dintre cele mai bune tablouri ale ei, inclusiv nudurile ei. Ea și-a petrecut restul vieții lucrând alături de mai multe surori necăsătorite la ferma familiei sale, ajutând membrii familiei cu nașterea și creșterea copiilor. A murit în 1964. O stradă poartă numele ei în suburbia St Johns Hill, Wanganui.
Sarjeant Gallery Te Whare o Rehua, din Whanganui, deține majoritatea lucrărilor lui Collier. Aceste lucrări pot fi vizualizate online.